# Pirmin
Pirmin, Pirminius (ur. ok. 690 w okolicach Narbony w państwie Franków, zm. 3 listopada 753 w Hornbachu koło Zweibrücken) – misjonarz i towarzysz św. Wilibrorda w Ardenach, biskup misyjny, święty Kościoła katolickiego, ewangelickiego.
Został mianowany przez Karola Młota w 724 roku pierwszym zarządcą opactwa benedyktynów, założonego przez siebie na wyspie Reichenau. Założył następnie kilka klasztorów w Schwarzwaldzie i Wogezach, m.in. klasztor Murbach i Gengenbach, a ostatnim był klasztor Hornbach, gdzie zmarł i został pochowany.
Od jego imienia pochodzi nazwa miasta w Niemczech – Pirmasens. W De singulis libris canonicis scarapsus autorstwa tego świętego znajduje się najwcześniejszy zapis apostolskiego symbolu wiary w obecnej formie.
Jest patronem regionów: Pfalz i Alzacji, wyspy Reichenau i miasta Innsbruck.
Jego wspomnienie liturgiczne obchodzone jest w dzienną pamiątkę śmierci.